# Казахстанія

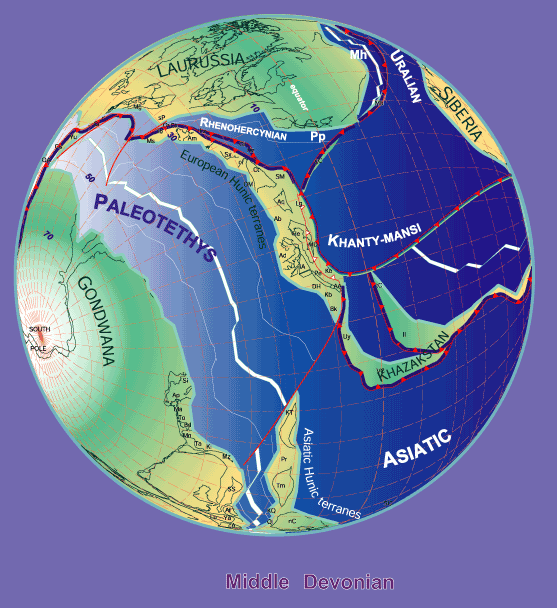
Реконструкція Землі 380 млн років тому

Казахстанія (англ. Kazakhstania) — середньопалеозойський континент, який знаходився між Лавруссією і Сибірською платформою. Він простягається від Тургайського прогину і Туранської низовини до пустель Гобі і Такла-Макан. Площа становила близько 1,3 млн км.
Кокшетау-Північно-Тянь-Шаньська каледонська складчаста область стала основною частиною Казахстанського континенту, потім до них приєдналася Чингіз-Тарбагатайська каледонська складчаста область, в пізньому палеозої приєдналася Джунгаро-Балхашська герцинська складчаста система.
Поява Казахстанського континента визначив гранітно-метаморфічний шар земної кори, який сформувався в її межах до кінця ордовика в результаті таконської складчастості. До цього моменту, протягом неопротерозоя-кембрия, дана область складалася з різнорідних блоків і мікроконтінентів, розділених западинами з корою океанічного і перехідного типів.
У даний час комплекси, що належали цим мікроконтинентам, виходять на поверхню в гірських ланцюгах серединного, Північного Тянь-Шаню, Джунгарії і в невисоких пагорбах західної частини Казахського дрібносопочника. Не виключено, що до їх числа належить також частина фундаменту плит, що облямовують — Туранської і Західносибірської. Між цими масивами розташовуються більш молоді складчасті зони.

## Ресурси Інтернету
- Map of the Kazakhstan Block and surrounding areas
- Ordovician-Permian paleogeography of Central Eurasia [Архівовано 11 жовтня 2008 у Wayback Machine.]
- Карта Казахстанського блоку і оточуючих областей
- Ордовиксько-Пермська палеогеографія центральної частини Євразії [Архівовано 11 жовтня 2008 у Wayback Machine.]